# Forrest Griffin

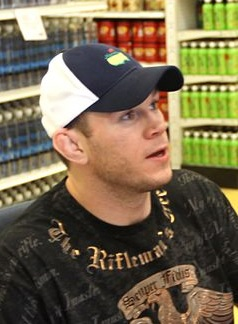
Forrest Griffin signiert (2010)

Forrest Griffin (* 1. Juli 1979 in Columbus, Ohio) ist ein ehemaliger US-amerikanischer Mixed-Martial-Arts-Kämpfer. Er bestritt 26 Kämpfe, wovon er 19 gewann und sieben verlor.
Griffin schloss die High School in Evans ab, einem Vorort von Augusta im US-Bundesstaat Georgia. Danach besuchte er die University of Georgia und erreichte einen Abschluss in Politikwissenschaften. Während dieser Zeit arbeitete er zeitweilig als Polizist für das Sheriff’s Office des Richmond County. Er gab diesen Job aber auf, um vollständig eine Karriere als professioneller Kampfsportler zu verfolgen.
Griffin kämpfte für verschiedene Veranstalter, bevor er im Jahr 2005 an der ersten Staffel von The Ultimate Fighter teilnahm und dort das Light-Heavyweight-Finale gegen Stephan Bonnar gewann. Seitdem bestritt er alle seine Kämpfe in der Ultimate Fighting Championship. Für die siebte Staffel von The Ultimate Fighter wurde er als Coach engagiert. Am 5. Juli 2008 wurde er nach einem Sieg über Quinton Jackson UFC-Light-Heavyweight-Champion, verlor diesen Titel jedoch im Dezember 2008 an Rashad Evans. 2012 bestritt er den letzten Kampf seiner Karriere und gewann dabei gegen Tito Ortiz nach Punkten. Griffin trainierte bei Xtreme Couture Mixed Martial Arts.

## MMA Karriere
| Ergebnis   | Gegner                | Siegart      | Veranstaltung                     | Datum              |
| ---------- | --------------------- | ------------ | --------------------------------- | ------------------ |
| Sieg       | Tito Ortiz            | nach Punkten | UFC 148: Silva vs. Sonnen 2       | 7. Juli 2012       |
| Niederlage | Mauricio Rua          | KO           | UFC 134: Silva vs. Okami          | 27. August 2011    |
| Sieg       | Rich Franklin         | nach Punkten | UFC 126: Silva vs. Belfort        | 5. Februar 2011    |
| Sieg       | Tito Ortiz            | nach Punkten | UFC 106: Ortiz vs Griffin 2       | 21. November 2009  |
| Niederlage | Anderson Silva        | KO           | UFC 101: Declaration              | 8. August 2009     |
| Niederlage | Rashad Evans          | TKO          | UFC 92: The Ultimate 2008         | 27. Dezember 2008  |
| Sieg       | Quinton Jackson       | nach Punkten | UFC 86: Jackson vs. Griffin       | 5. Juli 2008       |
| Sieg       | Mauricio Rua          | Aufgabe      | UFC 76: Knockout                  | 22. September 2007 |
| Sieg       | Hector Ramirez        | nach Punkten | UFC 72: Victory                   | 16. Juni 2007      |
| Niederlage | Keith Jardine         | TKO          | UFC 66: Liddell vs. Ortiz         | 30. Dezember 2006  |
| Sieg       | Stephan Bonnar        | nach Punkten | UFC 62: Liddell vs. Sobral        | 26. August 2006    |
| Niederlage | Tito Ortiz            | nach Punkten | UFC 59: Reality Check             | 15. April 2006     |
| Sieg       | Elvis Sinosic         | TKO          | UFC 55: Fury                      | 7. Oktober 2005    |
| Sieg       | Bill Mahood           | Aufgabe      | UFC 53: Heavy Hitters             | 4. Juni 2005       |
| Sieg       | Stephan Bonnar        | nach Punkten | The Ultimate Fighter 1 Finale     | 9. April 2005      |
| Sieg       | Edson Silva           | KO           | Heat FC 2 – Evolution             | 18. Dezember 2003  |
| Niederlage | Jeremy Horn           | KO           | IFC – Global Domination           | 6. September 2003  |
| Sieg       | Chael Sonnen          | Aufgabe      | IFC – Global Domination           | 6. September 2003  |
| Sieg       | Ebenezer Fontes Braga | Aufgabe      | Heat FC 1 – Genesis               | 31. Juli 2003      |
| Sieg       | Steve Sayegh          | Aufgabe      | KOTC 20 – Crossroads              | 15. Dezember 2002  |
| Sieg       | Travis Fulton         | TKO          | CC 1 – Halloween Heat             | 26. Oktober 2002   |
| Sieg       | Jeff Monson           | nach Punkten | WEFC 1 – Bring It On              | 29. Juni 2002      |
| Sieg       | Kent Hensley          | Aufgabe      | ISCF – Battle at the Brewery      | 12. April 2002     |
| Sieg       | Jason Braswell        | nach Punkten | RSF 7 – Animal Instinct           | 26. Januar 2002    |
| Sieg       | Wiehan Lesh           | Aufgabe      | Pride and Honor – Pride and Honor | 24. November 2001  |
| Niederlage | Dan Severn            | nach Punkten | RSF 5 – New Blood Conflict        | 27. Oktober 2001   |

## Bücher
- Voll auf die Zwölf: Der Ultimate Fighter erklärt, wie du jeden Kampf gewinnst. Riva Verlag, München 2012, ISBN 978-3-86883-106-1. Originalausgabe: Got Fight? The 50 Zen Principles of Hand-to-Face Combat. (2009, mit Erich Krauss)[8]
- Be Ready When the Shit Goes Down: Forrest Griffin's Survival Guide to the Apocalypse (2010, mit Erich Krauss).[9]